# Lahidschan
Lahidschan (auch Lahidjan, persisch لاهيجان, DMG Lāhīǧān) ist eine Großstadt im Nordwesten Irans. Sie liegt in der Provinz Gilan, unweit des südwestlichen Teils des Kaspischen Meers. Die Stadt zählt etwa 94.000 Einwohner (Zensus vom Oktober 2011). Wegen seiner vielen Teeplantagen gilt Lahidschan als die Stadt „des grünen Teppichs“. Der „Lāhījān Spring Tea“ gilt als Produkt von höchster Qualität. Nicht nur Tee, sondern auch Bambusanbau und Seidenproduktion machen die Region seit Alters her weit überregional bekannt. Daneben wird in dieser fruchtbaren Region Reis angebaut.
Die Stadt verfügt über eine Universität, die Islamische Azad-Universität Lāhīdschān mit umfassendem Bildungsformat.
Am Fuße des Scheitan Kuh („Teufels- oder Satansberg“) am Stadtrand von Lahidschan liegt der Lahidschan-See (Estachreh Lahidschan), von dem aus es möglich ist, vorbei an einem Wasserfall, den genannten Berg zu besteigen. Vor der Revolution gab es Bemühungen, hier eine Seilbahn zu errichten. Das Vorhaben scheiterte bereits nach Fertigstellung der Bodenstation. Mit österreichischer Hilfe konnte die Gondelbahn im Jahr 2006 letztlich doch fertiggestellt werden. Der Scheitan Kuh gibt hervorragende Blicke zum Kaspischen Meer frei.

## Sehenswürdigkeiten
- Baam-e-Sabz/Sabze Bom – Lahidschan-Observatorium
- Estakhre Lahijan/Lahijone Estakhr – Lahidschan-See
- Baque-ye cahar shahan/Boghaye Tchaharpadeshahon – Gruft der vier Könige (die Gruft geht auf das 13. Jahrhundert zurück)
- Boghaye Mirshamsoldine Lahidji – Gruft des Mir Schamsedin Lāhīdschī
- Hamam-e golshan/Hammame Golshan – Golschan-Bad (historische öffentliche Badeeinrichtung)
- Masjed-e Jame' – Freitagsmoschee
- Shen Chal/Shentchal – in der Nähe von Soostan/Suston
- Tee-Museum
- Kheshte Pol/Khashte Purd – alte Ziegelbrücke
- Amjadossoltan – Grab von Farah Pahlavi (Diba)'s
- Sheikh Zayed Gilani/Sheykh zahed – ein sehenswertes, schlichtes Mausoleum auf der Strecke nach Langarud

## Söhne und Töchter der Stadt

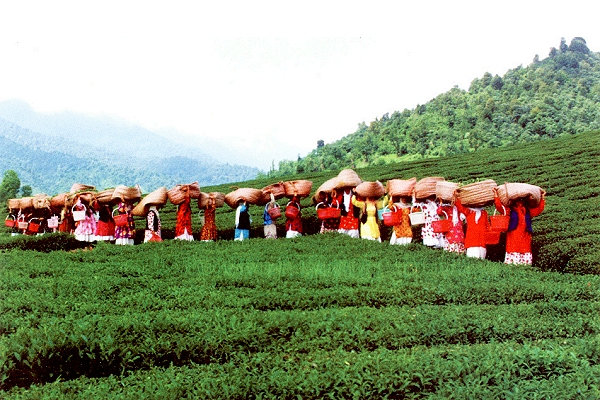
Tee-Ernte in Lāhījan

- Mohammad Ali Mojtahedi (1908–1997) – Gründer der Scharif-Universität für Technologie, Universitätsdirektor
- Hazin Lahiji (1692–1766) – lahidschanischer (iranischer) Dichter und Gelehrter
- Zahed Gilani (1216–1301) – Großmeister des berühmten Zahediyyeh Sufi-Ordens bei Lahidschan
- Kashef as-Soltan – gilt als Begründer des iranischen Teeanbaus (um 1900)[2]